# 虹野沙希のディスコグラフィ
虹野沙希のディスコグラフィ（にじのさきのディスコグラフィ）とは、日本の声優、菅原祥子がゲーム『ときめきメモリアル』で演じた架空の人物である虹野沙希名義で発表した楽曲の一覧である。

## 概要
1997年7月から1998年10月までの間に、シングル2枚、スタジオ・アルバム2枚が発売された。いずれも発売元はコナミ、販売元はキングレコード（コナミレーベル）である。
シングル
1. 出会えて良かった（であえてよかった） - 1997年7月24日発売
2. 涙のエール（なみだのエール） - 1998年8月21日発売

アルバム
1. over the rainbow（オーバー・ザ・レインボー） - 1997年9月26日発売
2. 虹のリトグラフ（にじのリトグラフ） - 1998年10月9日発売

本項で記述する楽曲については、いずれも歌唱者としての菅原の名は明記されていない。なお、本項で記述する楽曲の他に、虹野沙希の関連楽曲としては『ときめきメモリアル』のメディアミックス作品に関連するイメージソングがあるが、これらの主なものは菅原のソロアルバム『Sati's-faction』に収録されている。
本項に於いて、カラオケトラックは、実際の表記にかかわらず (KARAOKE) と表記する。

## シングル
規格はいずれも8センチCDである。

### 出会えて良かった
1997年7月24日に発売された1枚目のシングル。規格品番 KIDA7629、コナミの品番はLM034。タイトル曲『出会えて良かった』は本作発売の直前（1997年7月10日）に発売されたプレイステーション・セガサターン用ゲーム『ときめきメモリアルドラマシリーズ Vol.1 虹色の青春』の主題歌である。誕生日の1月13日にはファンによりSNSに歌詞の一節"出会えて良かった あなたが好き"が投稿され、誕生祝いのメッセージに使われる。
1. 出会えて良かった （4分27秒）
  - 作詞：秋山奈津、作曲：小西真理、編曲：岩本正樹
2. DOKIDOKI （3分56秒）
  - 作詞：さゆ鈴、作曲：小西真理、編曲：岩本正樹
3. 出会えて良かった (KARAOKE) （4分27秒）
4. DOKIDOKI (KARAOKE) （3分55秒）

### 涙のエール
1998年8月21日発売の第2弾シングル。規格品番 KIDA7646、コナミの品番は LM059。タイトル曲「涙のエール」は『虹のリトグラフ』収録の「GO! GO! パラメータ ver.2.0」と同じく、作詞者として虹野沙希の名が明記されている。また同曲間奏部分にサッカーの実況音声が挿入されている。バックトラックは作曲とアレンジ担当の岩﨑元是が得意とする「ウォール・オブ・サウンド」が展開される。
1. 涙のエール （5分04秒）
  - 作詞：虹野沙希、作曲・編曲：岩崎元是
2. 白いTシャツとスニーカー （4分17秒）
  - 作詞：白峰美津子、作曲・編曲：岩崎元是
3. 涙のエール (KARAOKE) （5分03秒）

## スタジオ・アルバム
規格はいずれも12センチCDである。

### over the rainbow
1997年9月26日に発売されたファーストアルバムで、『虹色の青春』サウンドトラック・『虹色の青春 オリジナル・ドラマ・サントラ』と同日発売となった。規格品番 KICA7795、コナミの品番は LC252。収録曲はシングル曲2曲と新規収録曲8曲からなる。
本作の歌詞カードで使用された写真の画像が『虹色の青春』のサイドストーリーを収めたドラマCD『ときめきメモリアル 虹色の青春 forever』シリーズのCD EXTRAデータトラックに収録されている。
1. ときめきをありがとう （4分36秒）
  - 作詞：吉元由美、作曲：小倉良、編曲：栗尾直樹
2. over the rainbow （4分49秒）
  - 作詞：三浦徳子、作曲：小倉良、編曲：石塚知生
  - 本作のタイトル曲である。
3. 私だけのヒーロー （5分16秒）
  - 作詞：伊藤薫、作曲：小倉良、編曲：栗尾直樹
4. DOKIDOKI （3分55秒）
  - 作詞：さゆ鈴、作曲：小西真理、編曲：岩本正樹
5. 恋のダイアリー （5分18秒）
  - 作詞：まつざきゆうこ、作曲・編曲 - 岩崎元是
  - 歌詞の一節は岩崎による男声のかけ合いになっている。これは作曲と編曲担当の岩崎元是が大滝詠一の「FUN×4」の太田裕美の"散歩しない？"の一節にヒントを得て行った。
6. Happy Holiday （4分32秒）
  - 作詞：まつざきゆうこ、作曲・編曲：岩崎元是
7. 出会えて良かった （4分24秒）
  - 作詞：秋山奈津、作曲：小西真理、編曲：岩本正樹
8. Go! Go! パラメータ （4分21秒）
  - 作詞：菅原祥子、作曲：小倉良、編曲：栗尾直樹
  - 一連の「Go! Go! パラメータ」の第1作。他者のバージョンが歌詞の最後で調子を下げて歌っているのに対し、虹野バージョンは本作・ver.2.0とも調子を上げて歌っている。
9. 特別なテレパシー （5分15秒）
  - 作詞：まつざきゆうこ、作曲：小倉良、編曲：石塚知生
10. ちいさなことば （5分47秒）
  - 作詞：ふじのマナミ、作曲・編曲：片岡嗣実
  - 後に『pop'n music』向け諸作品を初めとしたコナミの関連楽曲を手がけているユニット・パーキッツの両メンバーによる提供曲。

### 虹のリトグラフ
1998年10月9日に発売された2枚目のアルバム。規格品番 KICA7896、コナミの品番は LC340。収録曲はシングル曲2曲と新規収録曲7曲、前作収録曲「Go! Go! パラメータ」の歌詞を変えたリテイク「GO! GO! パラメータ ver.2.0」の計10曲。
「GO! GO! パラメータ ver.2.0」を除く全楽曲の編曲・シンセサイザーを担当している岩崎元是がサウンドプロデューサーとなっている。
1. 風の中でつかまえて （4分49秒）
  - 作詞：三浦徳子、作曲・編曲：岩崎元是
2. 涙のエール （5分00秒）
  - 作詞：虹野沙希、作曲・編曲：岩崎元是
  - 岩崎お得意のウォール・オブ・サウンドが展開される。
3. ときめきフォーメーション （4分54秒）
  - 作詞：工藤順子、作曲・編曲：岩崎元是
  - サビ部分の歌詞にサッカーのフォーメーションを表す"4-4-2"などの言葉が使われている。
4. 虹色のX'mas eve （4分54秒）
  - 作詞：白峰美津子、作曲・編曲：岩崎元是
5. 雨の日曜日 （4分48秒）
  - 作詞：白峰美津子、作曲・編曲：岩崎元是
6. 白いTシャツとスニーカー （4分14秒）
7. GO! GO! パラメータ ver.2.0 （4分20秒）
  - 作詞：虹野沙希、作曲：小倉良、編曲：栗尾直樹
  - 一連の「Go! Go! パラメータ」の第6作。前作の作詞が菅原名義になっているのに対し本作では虹野沙希名義である。本作と「GO! GO! パラメータ 〜Yukari〜」[5]では「GO! GO!」が全て大文字の表記となっている。また、このアルバムで唯一の岩崎が編曲を手がけていない楽曲でもある。
8. ときめきキャンプファイヤー （3分06秒）
  - 作詞：青山遥香、作曲：多聞美一、編曲：岩崎元是
9. 虹色パレード （5分34秒）
  - 作詞：青山遥香、作曲・編曲：岩崎元是
10. 忘れないから （5分15秒）
  - 作詞：白峰美津子、作曲・編曲：岩崎元是